# جوناثان هال (قائد عسكري)
جوناثان هال (بالإنجليزية: Jonathan Hall)‏ هو قائد عسكري بريطاني، ولد في 10 أغسطس 1944.